# Абдул Гафур Юсуфзай
Абдул Гафур Юсуфзай (дарі عبدالغفور یوسفزی; нар. ? — пом. ?) — афганський футболіст, який грав на позиції захисника. Відомий за виступами у складі національної збірної Афганістану, в складі якої брав участь у літніх Олімпійських іграх 1948 та Азійських іграх 1951 року.

## Футбольна кар'єра
Абдул Гафур Юсуфзай народився в Кабулі. Дані за виступи футболіста на клубному рівні відсутні. У 1948 році у складі збірної Афганістану брав участь у літніх Олімпійських іграх 1948, на яких афганська збірна на попередньому етапі поступилася збірній Люксембургу. У 1951 року Абдул Гафур Юсуфзай у складі збірної брав участь Азійських іграх 1951 року, на яких афганська збірна зайняла 4-те місце.